# Atrixco
Atrixco är en ort i Mexiko.   Den ligger i kommunen Copala och delstaten Guerrero, i den södra delen av landet, 300 km söder om huvudstaden Mexico City. Atrixco ligger 42 meter över havet och antalet invånare är 876.
Terrängen runt Atrixco är platt åt sydost, men åt nordväst är den kuperad. Terrängen runt Atrixco sluttar söderut. Runt Atrixco är det ganska tätbefolkat, med 54 invånare per kvadratkilometer. Närmaste större samhälle är Copala, 5,4 km sydväst om Atrixco. Omgivningarna runt Atrixco är en mosaik av jordbruksmark och naturlig växtlighet.